# 아리안 살리미
아리안 살리미(페르시아어: آرین سلیمی,‎ 2003년 12월 16일~)는 이란의 태권도 선수이다. 2024년 하계 올림픽에서 헤비급 금메달을 획득했으며 세계 선수권 대회에서 동메달 1개를 획득했다.